# Kann denn Liebe Sünde sein?
Kann denn Liebe Sünde sein? ist eine deutsche Fernseh-Komödie aus dem Jahr 2011.

## Handlung
Der 17-jährige Laurin ist das ganze Gegenteil seiner Mutter. Maria ist eine immer noch attraktive, junge, aber auch sexsüchtige Frau, die keinen Job länger als drei Wochen behalten kann, weil sie ständig mit jedem Mann schläft. So wurde auch er während eines One-Night-Stands gezeugt. Aber im Gegensatz zu seiner Mutter hält er wenig von Sex, will keusch bleiben und strebt nach dem Abitur ein Priesterseminar an. Er selbst hält sich für glaubensfester als den Dorfpfarrer Gabriel. Um sowohl ihn loszuwerden als auch seine Mutter keuscher zu bekommen, schleust er sie als neue Haushälterin bei ihm ein. Unglücklicherweise verlieben sich beide auch noch.

## Hintergrund
Der Film wurde vom 17. August bis 16. September 2010 unter dem Arbeitstitel Todos los Santos – Alles Heilige in München und Umgebung gedreht. Die Erstausstrahlung war am 20. September 2011 auf Sat.1. Dabei wurde er von 2,58 Mio. Zuschauern gesehen, was einem Marktanteil von 8,7 Prozent entsprach.

## Kritiken
„Anspruchsarmer, auf äußerliche Turbulenzen getrimmter (Fernseh-)Schwank um einen unkonventionellen Geistlichen.“

„Eine sehr hübsche, dem erotischen Sujet zum Trotz von Sophie Allet-Coche ("Doctor’s Diary") vergleichsweise zurückhaltend inszenierte Komödie mit vielen originellen Ideen, wunderbar geführten Darstellern und einem Ende, das leider zu schön ist, um wahr zu sein.“

„Für dieses möchtegern-unverkrampfte Gebräu aus Sat.1-Komik und kreuz-braver Erotik gewinnt Fernsehregisseurin Sophie Allet-Coche ("Sind denn alle Männer Schweine?") weiß Gott keinen Blumentopf. Die Handlung wirkt von A bis Z konstruiert und unlustig, am allerschlimmsten aber sind die ultraflachen Bibelwitze. […] Hier predigt die neue Kirche der Beliebigkeit“